# Carletonville
Carletonville este un oraș în partea de NE a Africii de Sud, în Provincia Gauteng. Centru de exploatare a aurului. Localitatea a fost declarată oraș în 1959 și numită după Guy Carleton Jones, un director de mină. Aici se află cea mai adâncă mină de aur de pe suprafața Terrei: adâncă de peste 3.700 m.